# Leonard Feather
Leonard Feather (London, 1914. szeptember 13. – Encino, 1994. szeptember 22.) brit származású amerikai dzsesszzongorista, zeneszerző. Leginkább zenei újságírói és egyéb írói munkásságáról, dzsesszről szóló könyveiről, valamint dzsesszlemezek és audiovizuális programok producereként ismert. Komponált is néhány dalt, például Dinah Washington számára.

## Pályafutása
Londonban született középosztálybeli zsidó családban. Középiskolai tanulmányait követően  felvették a londoni University College-ba, ahol 1932-ben végzett.
Zongorázni és klarinétozni tanult, majd divatos zenét kezdett játszani. Tizenöt éves korában fedezte fel maga számára a dzsesszt, leginkább Louis Armstrong zenéjének hatására.
Egyetemi tanulmányai után Németországba és Franciaországba utazott. Ekkor kezdett cikkeket írni a dzsesszről és a filmről. 1932-ben ismerkedett meg Louis Armstronggal, aki hozzájárult egy interjúhoz brit Melody Maker számára. 1934-től rendszeres tudósítója lett a  Melody Makernek mintegy tizenöt évig.
1935-ben az Amerikai Egyesült Államokba utazott. A New York-i költségeit a New York Amsterdam Newsba és a Down Beatbe írt cikkeinek honoráriumai fedezték. 1936-ban Benny Carter és zenekara turnéját követte. Londonban ő fedezte fel George Shearing dzsesszzongoristát.
1939-ben letelepedett New Yorkban, ahol Duke Ellington ügynöke és a Down Beat tudósítója lett. Számos zenésznek, Una Mae Carlisle-nek, Hazel Scottnak, Mary Lou Williamsnek, Charlie Christiannak, Dinah Washingtonnak lett munkatársa.
1943 végén az Esquire magazinnál is dolgozni kezdett. Cikkeinek köszönhetően afroamerikai zenészek is egyre inkább bekerültek a zenei folyóiratokba. Leonard Feather az elsők között elítélte el az afroamerikai zenészek diszkriminációját.

## Albumok
- 1937–1945: Leonard Feather 1937–1945
- 1951: Leonard Feather's Swingin' Swedes
- 1954: Dixieland vs. Birdland
- 1954: Cats Vs. Chicks
- 1954: Winter Sequence
- 1956: West Coast vs. East Coast
- 1956: Swingin' on the Vibories
- 1957: Hi-Fi Suite
- 1957: 52nd Street
- 1958: Swingin' Seasons
- 1959: Jazz from Two Sides
- 1971: Night Blooming Jazzmen featuring Kittie Doswell
- 1971: Freedom Jazz Dance
- 1971–1972: Night Blooming
- 1972: All-Stars
- 1997: Presents Bop

## Filmek
- Leonard Feather az IMDb-n